# Alucita fletcheriana
Alucita fletcheriana là một loài bướm đêm thuộc họ Alucitidae. Loài này có ở Cộng hòa Dân chủ Congo.